# 탐페레-피르칼라 공항

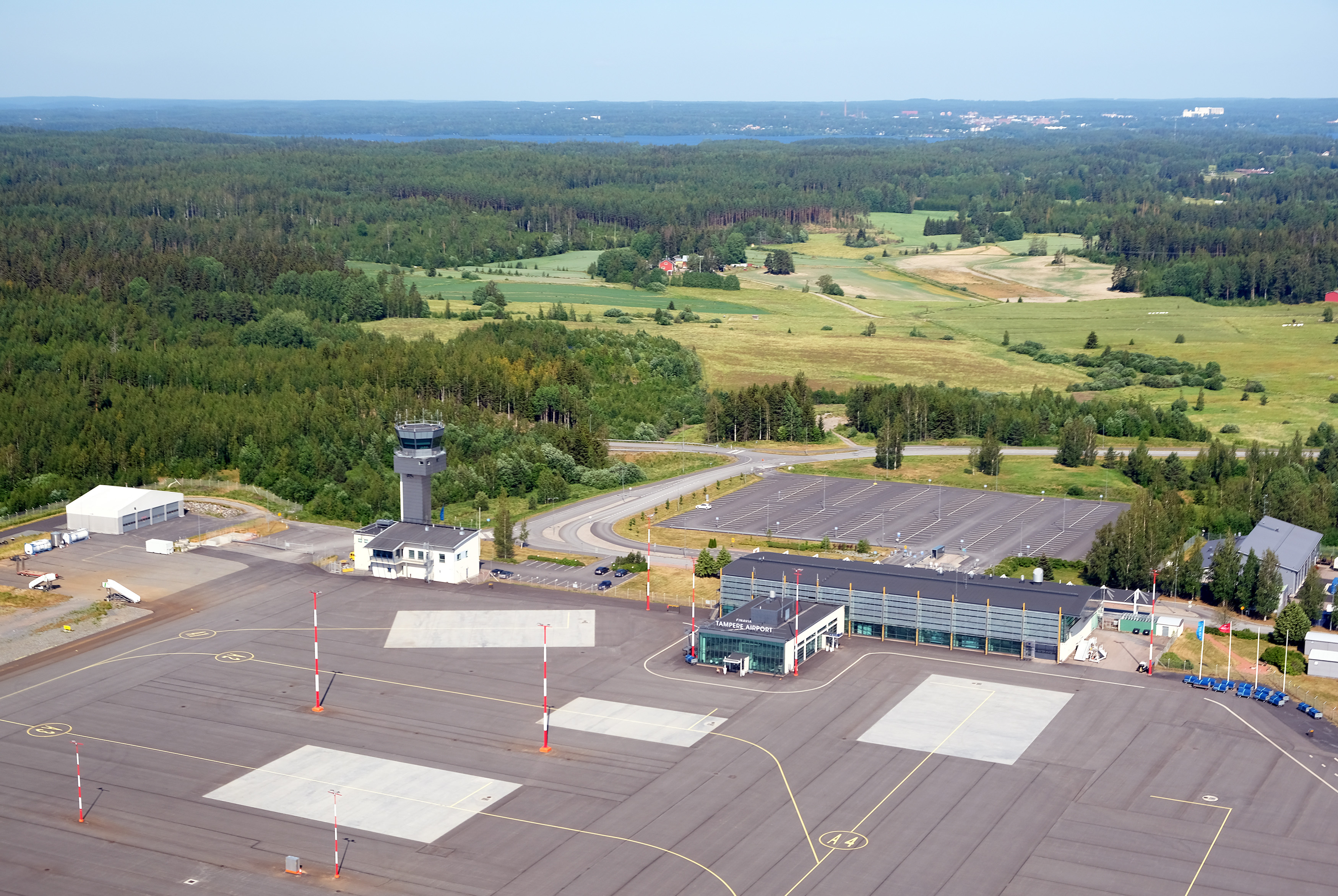

탐페레-피르칼라 공항(Tampere–Pirkkala Airport, IATA: TMP, ICAO: EFTP) 또는 탐페레 공항(Tampere Airport)은 핀란드 피르칼라에 위치한 공항으로, 탐페레 도시 중심부에서 남서쪽으로 7 해리 거리에 위치한다. 이 공항은 핀란드에서 국내 승객 수 면에서 8번째로 분주한 공항이자, 국제 승객 수 면에서 3번째로 분주한 공항이다.